# Martí Soler i Vinyes
Martí Vilanova Soler i Vinyes (Gavà, Baix Llobregat, 30 de juliol de 1934 - Ciutat de Mèxic, Mèxic, 9 desembre de 2018) va ser un poeta, traductor i editor català establert a Mèxic.

## Biografia
El 1947, i després de passar per França, va marxar a Mèxic amb els seus pares fugint de la postguerra civil. Va estudiar arquitectura a la Universitat Nacional Autònoma de Mèxic (UNAM), però va haver d'abandonar la carrera per no poder pagar-se els estudis. Llavors va estudiar tipografia amb A. A. M. Stols, tipògraf neerlandès enviat a Mèxic com a assessor per la UNESCO. S'havia ja iniciat en aquest art amb quinze anys amb el seu pare, Josep Soler i Vidal, qui era corrector als Talleres Gráficos de la Nación i a qui va ajudar a corregir proves de la primera edició del Canto general de Pablo Neruda. De 1959 a 1965 va treballar a l'editorial mexicana Fondo de Cultura Económica (FCE) i el 1965 va ser un dels fundadors de l'editorial Siglo XXI, de la qual va ser sotsdirector general i gerent editorial. El 1963 es va casar amb la historiadora i filòsofa Elsa Cecilia Frost. Des de 1979 va ser professor de tipografia en la Universitat Iberoamericana i capacitador en la Secretaria de Treball i Previsió Social. El 1995, amb els seus fills Pau i Jaume Soler Frost, funda l'editorial Libros del Umbral que publicarà a Mèxic les seves traduccions de Miquel Martí i Pol, J.V. Foix i Joan Roís de Corella, i també obres de Pere Calders i Josep Carner. El 2003 va tornar a FCE per actualitzar el catàleg històric d'aquesta editorial i publicar digitalment la història de l'editorial.
Com a poeta, la seva temàtica és predominantment social i en llengua castellana i catalana. La seva obra més coneguda és Variaciones de voz y cuerpo, sobre la vida quotidiana, l'amor i la natura. A La casa del éxodo tracta el tema dels intel·lectuals emigrats. També va dirigir la Revista de l'Orfeó Català de Mèxic i va treballar en les revistes Pont Blau (secretari), La Nova Revista, Xaloc, Boletín del Instituto Iberoamericano del Libro, Cuadernos del Viento, Diálogos, Plural, Gaceta del Fondo de Cultura Económica (col·laborador). Igualment, en els suplements El Gallo Ilustrado i Sábado, entre molts altres. A 2006 va ser condecorat amb l'Ordre mexicana de l'Àguila Asteca. Va aprendre d'editors com Arnaldo Orfila Reynal, Joaquín Díez-Canedo i el poeta Alí Chumacero. A més va impartir classes en institucions com El Colegio de México, la Universitat de Guadalajara (on va crear el mestratge en Edició), la Universidad Autónoma Metropolitana i l'Institut Nacional de Belles Arts.
Va editar les Obres completes de Francisco Hernández a la UNAM; el llibre Nueva crónica y buen gobierno de Felipe Guamán Poma de Ayala en Siglo XXI i l'edició del Còdex Borgia per al FCE. A la seva mort, va deixar enllestida la seva traducció al castellà del Llibre d'Amic i Amat, de Ramon Llull, encara inèdita.

## Obres
- Tiempo de espera (Mèxic: edició de l'autor, 1952).
- Antologia poètica (Mèxic: Club del Llibre Català, 1963).
- La casa del éxodo: los exiliados y su obra en la Casa de España y en el Colegio de México, 1938-1947 (Mèxic: El Colegio de México, 1999).
- Variaciones de voz y cuerpo (Mèxic: FCE, 2014).
- El poeta en la casa: antología de poetas de la Casa de España en México (Mèxic: El Colegio de México, 2015).